# Vassilis Fotias
Vassilis Fotias (Pella, 10 april 1989) is een Grieks voetbalscheidsrechter. Hij is in dienst van FIFA en UEFA sinds 2021. Ook leidt hij sinds 2018 wedstrijden in de Super League.
Op 20 oktober 2018 leidde Fotias zijn eerste wedstrijd in de Griekse nationale competitie. Tijdens het duel tussen PAS Giannina en Panetolikos (0–2) trok de leidsman zevenmaal de gele kaart. In Europees verband debuteerde hij op 15 juli 2021 tijdens een wedstrijd tussen Sfîntul Gheorghe en Partizan Tirana in de eerste voorronde van de UEFA Europa Conference League; het eindigde in 2–3 en Fotias trok zesmaal een gele kaart. Zijn eerste interland floot hij op 10 september 2023, toen Faeröer met 0–1 verloor van Moldavië door een doelpunt van Vadim Rață. Tijdens dit duel gaf Fotias twee gele kaarten.

## Interlands
| Datum             | Plaats                          | Wedstrijd                         | Uitslag | Competitie             | Kreeg geel | Kreeg voor de tweede keer geel en dus rood | Weggestuurd |
| ----------------- | ------------------------------- | --------------------------------- | ------- | ---------------------- | ---------- | ------------------------------------------ | ----------- |
| 10 september 2023 | Tórshavn, Faeröer               | Faeröer – Moldavië                | 0 – 1   | EK 2024 kwalificatie   | 2          | 0                                          | 0           |
| 16 november 2024  | Freiburg im Breisgau, Duitsland | Duitsland – Bosnië en Herzegovina | 7 – 0   | Nations League 2024/25 | 3          | 0                                          | 0           |

Laatst bijgewerkt op 19 november 2024.